# 10 años en acción
10 años en acción es el undécimo álbum del cantante Venezolano Trino Mora, Fue producido por Carlos Morean, y publicado por Color en 1977. Este álbum realmente es un disco recopilatorio donde solo aparecen dos temas nuevos que son "Virgen del alma" y "Dile que vuelva", también contiene los éxitos "Mi tristeza" entre otros, también hay que destacar que en este recopilatorio los temas recopilados tuvieron arreglos musicales.

## Listado de canciones
- Virgen De Alma
- Mi Tristeza
- Libera Tu Mente
- Te Quiero Todavía
- Sigue Adelante
- Dile Que Vuelva
- Hombre Formal
- No Olvides Recordarme
- Yo Te Haré Falta
- Mi Corazón

## Créditos
- Arranged By – Carlos Morean
- Vocals – Trino Mora

- Datos: Q25405660